# ジャレッド・バログ
Jared C. Balogh (1975年4月9日 - ) アメリカ、ペンシルバニアに生まれた、現在もアメリカ在住の前衛的作曲家である。コンポーザーとして世界的に活躍しているが、日本での評価は確立されていない(2014年現在）。
作曲の分野は、古典的なジャズに対するノイズミュージックアプローチ、環境音楽、不調整音楽、直観的な即興演奏とより多くのヴァリエーションがある。また、彼自身、演奏家でもあり、ほとんどの既存の楽器を操る（Drums, Guitar, Bass Guitar, Keyboard, Vocals and Electronics）。演奏家としては現在では、国内を活動の場としている。
主に前衛的な/実験的な音楽を得意分野とする。ASCAPとアメリカ作曲家フォーラムのメンバーである。
彼の音楽は、様々な映画、ドキュメンタリー、ビデオ、公演芸術パフォーマンス、テレビゲーム、ポッドキャスト、ウェブコマーシャル、iPad/iPhone Apps..、アニメーション、ラジオ、その他 ...などに使用されている。
その作品はPhonoethics, Headphonica, 45 R.P.M. Records, Happy Puppy Records, Sirona Records, Classwar Karaoke, Wombnet, Rainbow Bridge Recordings  などによりリリースされている。
また、世界中至る所で、様々な芸術家、音楽家ともコラボレートしている。
- ポール・マクスウェル(アメリカのアーティスト)[1]
- マーリン・フランケン(オランダのマルチメディアアーティスト)[2]
- グループ:AXIAL
- 音楽家： レゼット、マリクス、ショーン・デリック・クーパー・マルクヮルト、アーネスト・ボホルクエス、マイク・スコット (Koobaatoo Asparagus)、クリス・オランダ（イゴール・アモーキン）など。

シャレド自身が参加するバンド
- Bohorquez/Balogh Project (Noise/Avant-Jazz)
- Aniqatia (実験音楽, オルタナティヴポストロック)
- Pink Hex (Drone/Noise/前衛ジャズ)
- Hot Pocket Dingleberry Disease (即興音楽. Blues and Jazz)

さらにプロジェクトとして: Trans Atlantic Rage and Trans Atlantic Rage/Balogh. Bohorquezなどがある。また、現在では、インターネット上でも、作品発表や、様々なアーティスト（特に日本の在野ミュージシャン）とのコラボレーションが大衆レベルで騒がれている。